# Thirty Three & 1/3
Thirty-Three & 1/3 är ett musikalbum från 1976 av George Harrison. Det var hans första album för det egna bolaget Dark Horse Records.

## Låtlista
Alla låtar är skrivna av George Harrison där inget annat anges.
1. "Woman Don't You Cry for Me" - 3:15
  - Skrevs redan 1969.
2. "Dear One" - 5:08
3. "Beautiful Girl" - 3:38
  - En version av den här låten demades inför inspelningen av All Things Must Pass
4. "This Song" - 4:11
  - En ironisk kommentar till rättegången om My Sweet Lord.
5. "See Yourself" - 2:48
  - Skrevs redan 1967.
6. "It's What You Value" - 5:05
7. "True Love" (Cole Porter) - 2:34
8. "Pure Smokey" - 3:52
  - Harrisons andra hyllning till Smokey Robinson.
9. "Crackerbox Palace" - 3:52
  - Crackerbox Palace är namnet på en herrgård i Los Angeles, ägd av Lord Buckley.
10. "Learning How to Love You" - 4:15